# Nhân quyền tại Ả Rập Xê Út
Nhân quyền ở Ả Rập Xê Út được dự định dựa trên các luật tôn giáo Hồi giáo Hanbali dưới quyền cai trị tuyệt đối của gia đình hoàng gia Saudi.
Chế độ cai trị nghiêm ngặt của Vương quốc Ả Rập Xê Út luôn được xếp hạng trong số những chế độ "tồi tệ nhất của các chế độ tệ hại" trong cuộc khảo sát hàng năm của Freedom House về quyền chính trị và dân sự.
Qorvis MSLGroup, một công ty con của Publicis Groupe, trong bối cảnh việc hành quyết những người biểu tình và đối thủ chính trị, đang làm việc với Saudi Arabia trong hơn một thập kỷ để che lấp hồ sơ về các vụ lạm dụng nhân quyền.